# Europees kampioenschap schaatsen vrouwen 1989
De veertiende editie van het Europees kampioenschap schaatsen voor vrouwen, georganiseerd door de Internationale Schaatsunie (ISU), vond voor de tweede keer in West-Duitsland plaats. Na Inzell in 1972 was deze editie aan West-Berlijn toegewezen, alwaar in de wijk Wilmersdorf op de buitenijsbaan Horst Dohm Stadion op 14 en 15 januari 1989 het kampioenschap over de kleine vierkamp (500-3000-1500-5000 meter) werd verreden.

## Deelname
Zesentwintig deelneemsters, twaalf landen namen aan dit kampioenschap deel. Tien landen, Nederland (4), de DDR (4), Sovjet-Unie (4), Noorwegen (3), Italië (2), Polen (2) Zweden (2), Finland (1), Oostenrijk (1) en West-Duitsland (1), waren ook vertegenwoordigd op het EK in 1988. Hongarije nam na 1971, 1974 en 1984 voor de vierde keer deel en Tsjechoslowakije na 1971 voor de tweede keer. Frankrijk en Joegoslavië, in 1988 nog present, ontbraken dit jaar. Acht vrouwen debuteerden op dit kampioenschap.
De Oost-Duitse Gunda Kleemann volgde haar landgenote Andrea Ehrig-Mitscherlich op als Europees Kampioene. Ze was de zesde vrouw die de Europese titel veroverde. Op het erepodium werd ze geflankeerd door haar landgenoten Constanze Moser-Scandolo op plaats twee en Jacqueline Börner die net als in 1987 op de derde plaats eindigde.
Het Nederlandse kwartet deelneemsters eindigden alle vier in de top tien. Marieke Stam werd vierde, Yvonne van Gennip eindigde na vier podium plaatsen van 1985-1988 dit jaar op plaats vijf. Debutante Herma Meijer sloot het kampioenschap op de negende plaats af en Petra Moolhuizen werd tiende.

## Afstandmedailles
Van de Nederlandse delegatie behaalde Herma Meijer de gouden medaille op de 500 meter en Marieke Stam de bronzen medaille op de 1500 meter. De overige tien afstand medailles werden door de Oost-Duitse vrouwen behaald.
| Afstand | Goud           | Zilver                   | Brons                    |
| ------- | -------------- | ------------------------ | ------------------------ |
| 500m    | Herma Meijer   | Jacqueline Börner        | Constanze Moser-Scandolo |
| 1500m   | Gunda Kleemann | Constanze Moser-Scandolo | Marieke Stam             |
| 3000m   | Gunda Kleemann | Heike Schalling          | Constanze Moser-Scandolo |
| 5000m   | Gunda Kleemann | Constanze Moser-Scandolo | Heike Schalling          |

## Klassement
Achter de namen staat tussen haakjes bij meervoudige deelname het aantal deelnames.
| #      | Naam                         | Punten  | 500m       | 3000m        | 1500m          | 5000m        |
| ------ | ---------------------------- | ------- | ---------- | ------------ | -------------- | ------------ |
| Goud   | Gunda Kleemann (2)           | 176,005 | 42,85 (5)  | 4.25,34 (1)  | 2.08,71 (1)    | 7.40,29 (1)  |
| Zilver | Constanze Moser-Scandolo (2) | 177,161 | 42,43 (3)  | 4.29,71 (3)  | 2.09,05 (2)    | 7.47,64 (2)  |
| Brons  | Jacqueline Börner (3)        | 179,257 | 42,41 (2)  | 4.33,54 (5)  | 2.10,43 (4)    | 7.57,81 (6)  |
| 4      | Marieke Stam (4)             | 180,142 | 42,85 (5)  | 4.37,73 (8)  | 2.10,32 (3)    | 7.55,64 (5)  |
| 5      | Yvonne van Gennip (6)        | 180,152 | 43,43 (11) | 4.32,78 (4)  | 2.11,66 (5)    | 7.53,73 (4)  |
| 6      | Heike Schalling (5)          | 180,656 | 44,50 (16) | 4.28,54 (2)  | 2.13,86 (9)    | 7.47,80 (3)  |
| 7      | Irina Bogatova (2)           | 182,273 | 42,59 (4)  | 4.38,03 (9)  | 2.11,99 (6)    | 8.13,49 (13) |
| 8      | Ljoedmila Titova (2)         | 182,359 | 43,46 (12) | 4.37,56 (7)  | 2.13,04 (7)    | 8.02,93 (8)  |
| 9      | Herma Meijer                 | 182,617 | 42,03 (1)  | 4.42,04 (13) | 2.14,83 (13)   | 8.06,38 (11) |
| 10     | Petra Moolhuizen (2)         | 182,937 | 44,56 (19) | 4.33,69 (6)  | 2.14,71 (11)   | 7.58,59 (7)  |
| 11     | Jelena Lapoega (3)           | 183,287 | 43,28 (10) | 4.38,29 (10) | 2.13,37 (8)    | 8.11,70 (12) |
| 12     | Elena Belci (4)              | 184,186 | 43,98 (14) | 4.39,36 (11) | 2.15,20 (14)   | 8.05,80 (10) |
| 13     | Emese Nemeth-Hunyady (5)     | 184,820 | 43,03 (7)  | 4.44,46 (14) | 2.14,78 (12)   | 8.14,54 (14) |
| 14     | Minna Nystedt (5)            | 185,930 | 44,55 (18) | 4.40,72 (12) | 2.18,27 (18)   | 8.05,04 (9)  |
| 15     | Petra Becker (2)             | 190,921 | 46,28 (25) | 4.44,95 (15) | 2.22,13 (21)   | 8.17,74 (15) |
| NC17   | Erwina Ryś-Ferens (9)        | 135,430 | 43,19 (9)  | 4.45,40 (16) | 2.14,02 (10)   | 8.28,64 (11) |
| NC18   | Else Ragni Yttredal (2)      | 136,918 | 43,10 (8)  | 4.49,95 (21) | 2.16,48 (15)   |              |
| NC19   | Jaana Kivipelto              | 137,741 | 44,63 (20) | 4.45,57 (17) | 2.16,55 (16)   |              |
| NC20   | Jasmin Krohn (5)             | 138,164 | 44,52 (17) | 4.48,01 (20) | 2.16,93 (17)   |              |
| NC21   | Marie Tollefsen (2)          | 139,625 | 45,14 (21) | 4.46,35 (19) | 2.20,28 (19)   |              |
| NC22   | Szilvia Szikora              | 141,666 | 45,33 (23) | 4.56,28 (22) | 2.20,87 (20)   |              |
| NC23   | Elke Felicetti               | 143,494 | 45,32 (22) | 4.58,67 (25) | 2.25,19 (22)   |              |
| NC24   | Ida Stárková                 | 144,696 | 45,59 (24) | 5.02,56 (24) | 2.26,04 (23)   |              |
| NC25   | Ewa Borkowska                | 150,553 | 44,21 (15) | 4.45,58 (18) | 2.56,24 * (24) |              |
| dq     | Ljoedmila Filimonova         | 184,414 | 44,00 (dq) | 4.40,55 (dq) | 2.13,93 (dq)   | 8.10,13 (dq) |
| ns     | Anette Hammarin              | 43,670  | 43,67 (13) |              | ns             |              |

* = gevallen, dq = gediskwalificeerd, ns = niet gestart